# Kazuyo Sejima
Kazuyo Sejima (妹島和世, Sejima Kazuyo), née le 29 octobre 1956 à Hitachi, est une architecte japonaise, lauréate notamment du prix Pritzker 2010 aux côtés de son collègue Ryūe Nishizawa.

## Biographie
Kazuyo Sejima est née à Hitachi (préfecture d’Ibaraki), au Japon. Diplômée en 1981 de l'université pour femmes du Japon, elle intègre la même année l’agence de l’architecte japonais Toyō Itō. Elle travaille avec lui jusqu’en 1987, date à laquelle elle fonde sa propre agence : Kazuyo Sejima & Associates,. En 1995, elle fonde avec Ryūe Nishizawa, son ancien employé, l’agence d’architecture SANAA qui sera le lieu de leur future collaboration, tout en continuant à travailler ses propres projets au sein de son agence personnelle.
En 2004, elle gagne le Lion d'or de la biennale d'architecture de Venise pour le musée d'art contemporain de Kanazawa. En 2010, elle remporte le prix Pritzker aux côtés de son collègue Ryūe Nishizawaet elle est nommée directrice de la biennale d'architecture de Venise cette même année. En 2013, Kazuyo Sejima et Ryūe Nishizawa, ainsi que la région Nord-Pas-de-Calais, reçoivent le prix de l'Équerre d'argent pour le Louvre-Lens, récompensant « le très beau travail sur les ambiances, la bonne maîtrise de la lumière et la reconversion d'un site minier en équipement culturel de premier plan ».
Elle développe une architecture très pure, ascétique, accordant un grand soin du détail, et qui se veut une réinterprétation japonaise de la modernité. L’agence SANAA porte une attention particulière aux espaces incitant la communication entre les utilisateurs.

## Réalisations

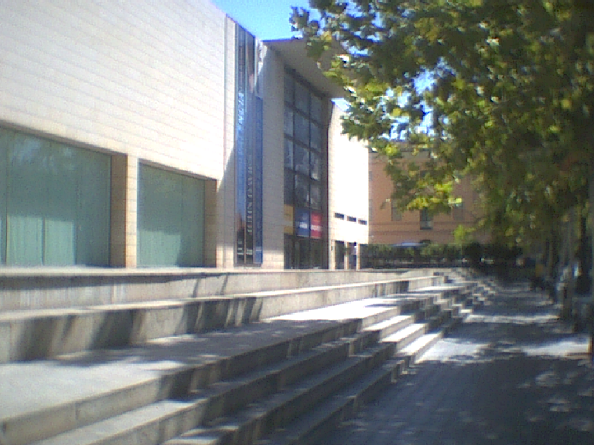
Vue extérieure de l'Instituto Valenciano de Arte Moderno.

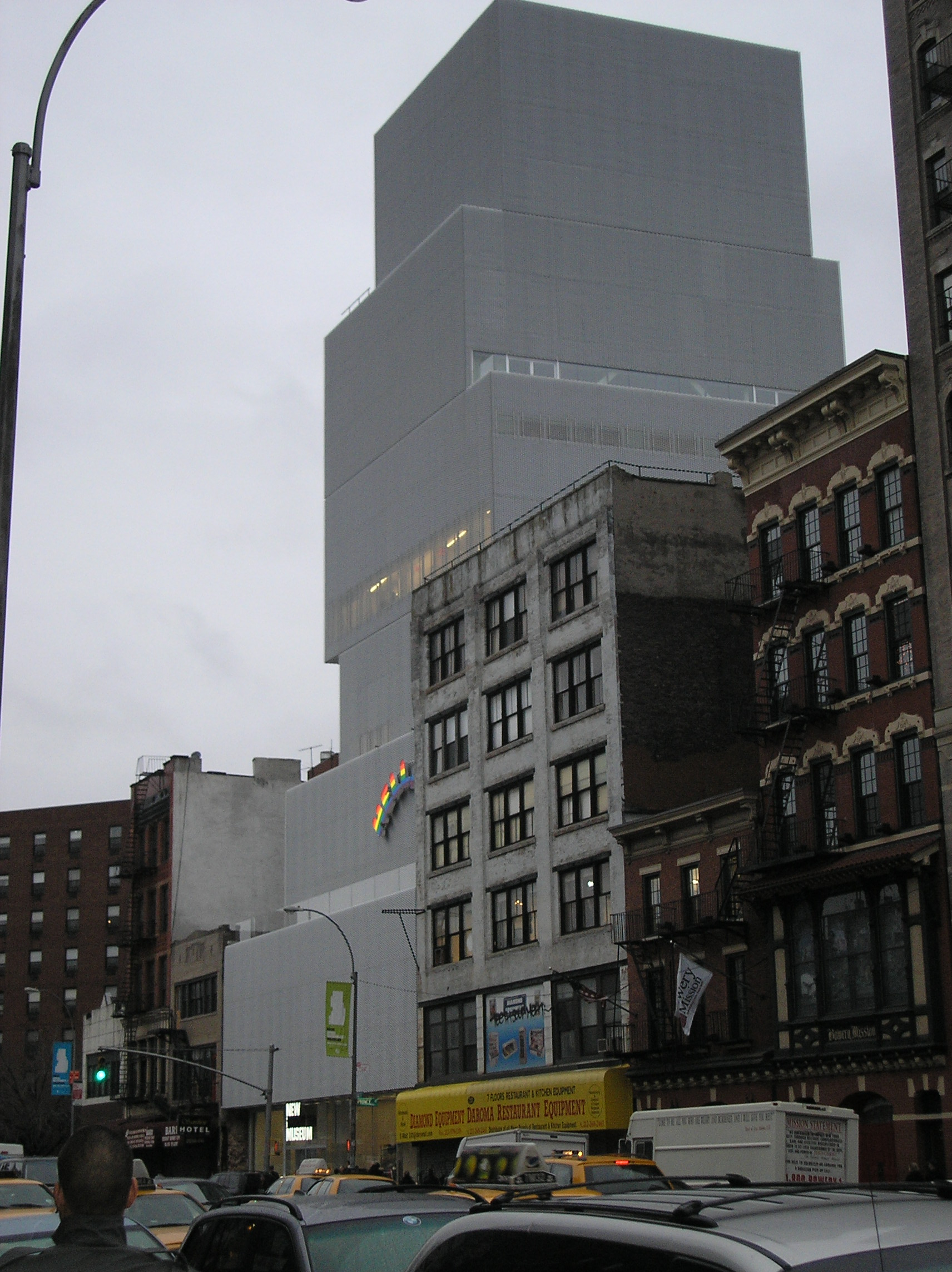
Le New Museum of Contemporary Art de New York.

Ses principales réalisations sont le studio multimédia d’Ōgaki (Gifu, 1997), l’immeuble de logements à Motosu (Gifu, 1998) qui l’a fait connaître en Europe, le Musée-O à Iiga (Nagano, 1999), le musée d’Art contemporain de Kanazawa et la boutique Dior à Tōkyō. Si tous ces projets ont été réalisés sur le sol japonais, les derniers concours remportés par Kazuyo Sejima lui ont permis d’accéder au rang d’architecte majeure de l’architecture contemporaine. Actuellement, une dizaine de projets de SANAA ont été réalisés en Europe et aux États-Unis, parmi lesquels une école de design (DSZ - Design School Zollverein) à Essen (Allemagne), l’Institut valencien d’art moderne (IVAM) (Espagne), le Rolex Learning Center à l’EPFL (Lausanne) et le New Museum of Contemporary Art de New York (États-Unis).
Le 26 septembre 2005, elle s’est vu confier avec Ryūe Nishizawa la maîtrise d’œuvre du musée du Louvre à Lens.
En juin 2021 est inaugurée la façade de verre ondulé de La Samaritaine, rue de Rivoli (Paris), réalisée avec Ryūe Nishizawa.